# Arrondissement électoral de Soignies

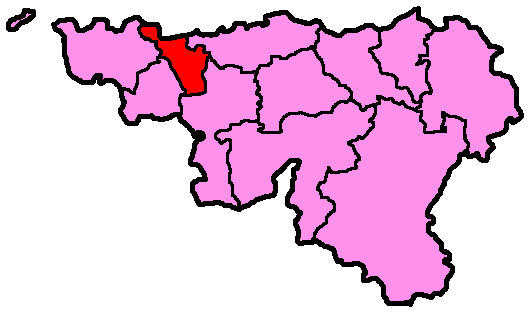
Arrondissement électoral de Soignies

Soignies est un arrondissement électoral en Belgique pour élire les membres du Parlement wallon depuis 1995. Il correspond à l’arrondissement administratif de Soignies.
Au 1er janvier 2019, l'Arrondissement (administratif et électoral) de Soignies a été fortement modifié, par la création d'un nouvel Arrondissement de La Louvière (aux dépens des arrondissements de Soignies et de Thuin) avec lequel il forme un nouvel Arrondissement électoral de Soignies - La Louvière. 
L'arrondissement administratif de Soignies s’agrandit donc de Manage et Seneffe à l'Est (aux dépens de l'Arrondissement de Charleroi), mais perd La Louvière au Sud, ainsi que Lessines, Silly et Enghien au Nord-Ouest (au profit de l'Arrondissement de Ath). La carte jointe doit être modifiée (aussi que sur le site Fédéral lors les élections de juin 2024)!